# تانگو

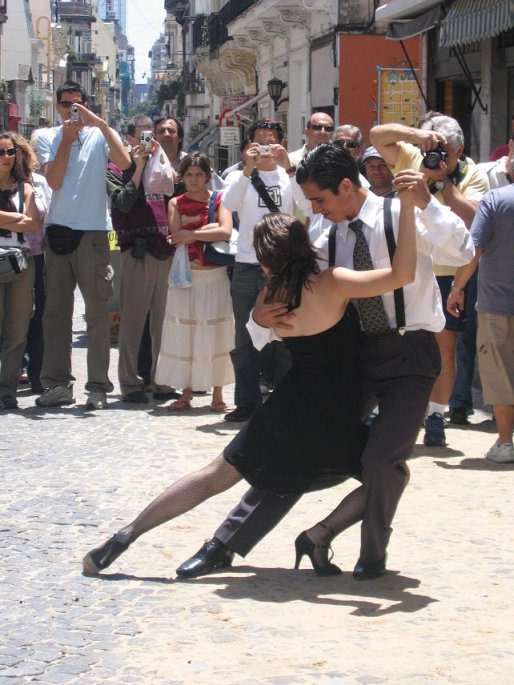
رقص تانگو در بونس آیرس

تانگو یکی از رقصهای مجلسی است و خاستگاه آن شهرهای بوئنوس آیرس آرژانتین و مونته‌ویدئو در اروگوئه هستند.
سبک موزیکی که با این رقص همراه شده و گسترش یافت نیز به نام تانگو شهرت پیدا کرد.
امروزه سبک‌های زیادی از این رقص رایج است از جمله تانگوی آرژانتینی (Tango Argentino)]، تانگوی تالار (Ballroom tango)، تانگوی چینی، تانگوی فنلاندی و تانگوهای آنتیک (vintage tangos).
تانگوی آرژانتینی را اغلب به عنوان تانگوی اصیل بشمار می‌آورند زیرا به گونه اولیه آن نزدیکی بیشتری دارد.

## تاریخچه
رقص تانگو بیش از همه از فرهنگ اسپانیایی و آفریقایی تأثیر گرفته‌است. رقاصان جشن‌های Candomblé تانگوی امروزی را شکل داده‌اند. سرچشمهٔ این نوع رقص محله‌های پایین دست بوئنوس آیرس بوده‌است. موسیقی این نوع رقص نیز از ترکیب سبک‌های مختلف موسیقی اروپایی شکل گرفته‌است. در اوایل قرن بیست میلادی، رقاصان و نوازندگان این سبک از بوئنوس آیرس به نواحی دیگر اروپا سفر کرده و این نوع رقص را در کشورهای دیگر نیز توسعه دادند. تانگو در پاریس بسیار مورد توجه قرار گرفت، و پس از آن به زودی به لندن، برلین و دیگر کشورها راه یافت. ویسنته روسی، منتقد هنری می‌گوید: رقص تانگو نوعی میلونگا به همراه قطع حرکات است. از سال ۱۸۹۵ بسیاری از حرکات و حتی نوع نگه داشتن پارتنر (یار رقص) تغییر کردند. برای نمونه دست مرد به‌جای کتف زن، بر روی کمر او قرار گرفت.
بین سال‌ها ۱۸۸۰ تا ۱۹۳۰ میلادی تقریباً ۶ میلیون مهاجر وارد آرژانتین شدند. بیشتر این مهاجران برخاسته از جنوب اروپا بودند که با توجه به سیاست مهاجرپذیری آرژانتین و به دنبال زندگی بهتر به این کشور رفتند. پس از اینکه با مقاومت زمین‌داران بزرگ، اصلاحات ارضی با شکست روبرو شد وضعیت اقتصادی در این کشور رو به وخامت گذاشت و فقر و بیکاری گسترش یافت. اقوام مهاجر به آرژانتین سازها و رقص‌های خود را نیز با خود به این کشور بردند. در بنیاد رقصی که بعدها تانگو نامیده شد، عناصر یا اِلمان‌های رقص "مازورکاًی لهستانی‌ها و ساز "آکاردئون بایان" آلمانی‌ها و رقص‌های دیگری چون والس، لندلر دیده می‌شود. از ترکیب بسیاری از عناصر فرهنگی مهاجران در سال‌های پایانی قرن نوزدهم نخست نوعی موسیقی به همراه آواز به نام میلونگا "Milonga" به وجود آمد که با رقص همراه شد. فلوت، ویولن، گیتار که بعدها هم پیانو به آن اضافه شد، عناصر اصلی این موزیک را تشکیل می‌دادند. این موسیقی در محلات کارگری، فقیر و کافه‌هایی "بدنام" که زنان روسپی رفت‌وآمد داشتند، نواخته می‌شد. در سال ۱۹۰۰ میلادی پاپ پیوس دهم رقص تانگو را جزو گناهان اعلام کرد و این نوع رقص برای افراد مؤمن ممنوع اعلام شد. این درحالی بود که تانگو در آن زمان به یک رقص مردمی تبدیل شده بود. کازیمیرو آیین، از رقصندگان مشهور آن زمان به رم سفر کرد و با اجرای یک رقص به همراه منشی سفارت آرژانتین در مقابل پاپ موفق شد نظر او را تغییر دهد. پس از آن پاپ تصمیم خود را پس گرفت. تا ده‌ها سال رقص تانگو در میان اشراف حاکم بر آرژانتین رقص افراد فقیر و بی سروپا محسوب می‌شد. قبل از آغاز جنگ جهانی اول، تانگو به اروپا راه یافت و نخست پاریس را تصرف کرد. در آن دوران آنچه در پاریس پذیرفته می‌شد، "شیک" به حساب می‌آمد و رقصیدن تانگو در پاریس باعث شد نظر اشراف آرژانتین به این رقص تغییر کند. تانگو در پاریس محدود نماند و تب آن دیگر کلان شهرهای اروپا را نیز فرا گرفت. معلمان رقص انگلیسی با ایجاد تغییراتی در حرکات تانگو نوعی از "تانگوی اروپایی" به وجود آوردند که هنوز هم جزو رقص‌های استاندارد محسوب می‌شود. فرم‌های دیگری هم از تانگو همچون "تانگوی موریس" و "تاانگوی استانلی" در نیویورک به‌وجود آمد که نتوانستند دوام زیادی داشته باشند. تانگو در سال ۱۹۱۵ به فنلاند رسید و از محبوبیت بسیاری برخوردار شد تا حدی که نوع بومی شده آن به "تانگوی فنلاندی" معروف است. در فنلاند فستیوال‌های تانگوی بسیاری برگزار می‌شود. تانگو در سال ۱۹۱۱ به دربار نیکلای دوم در روسیه راه یافت. در ژاپن نیز با کمک بارون تسونامی مگاتا بود که پس از چند سال سکونت در پاریس به خاطر عمل جراحی بینی، رقص تانگو به این کشور راه یافت. رقص تانگو در سال‌های ۱۹۳۵ تا ۱۹۵۵ در آرژانتین دوران طلایی خود را گذراند. بسیاری از مردم دارای رادیو شدند و می‌توانستند با این موزیک برقصند. از سوی دیگر در حالی که اروپا درگیر جنگ بود، وضعیت اقتصادی آرژانتین با تأمین مواد غذایی و به خصوص گوشت کشورهای درگیر جنگ، بهبود یافت و مردم از توان مالی رفتن به کافه‌ها و رستوران‌ها و شرکت در خوشگذرانی و رقص تانگو برخوردار بودند. همزمان با سرنگونی دولت خوان پرون توسط نظامیان و قطع کمک‌های فرهنگی که به حفظ تانگو کمک می‌کردند، از اواخر دهه ۱۹۵۰ جوانان به موزیک راک و رقص راک‌اندرول روی آوردند و تانگو در دهه ۶۰ میلادی حتی در خود آرژانتین تقریباً به فراموشی سپرده شد. با تلاش‌های آستور پیازولا در دهه ۱۹۷۰ میلادی جان تازه‌ای به تانگو دمیده شد. این نوازنده و آهنگساز بزرگ با تانگو نووو "Tango Nuevo" در سراسر جهان به عنوان نماینده موسیقی ریو دلا پلاتا "Rio de la Plata" شناخته می‌شود. با آغاز کودتاهای نظامی در آمریکای لاتین، ۱۹۷۳ در اروگوئه و شیلی و ۱۹۷۶ در آرژانتین هزاران روشنفکر به اروپا گریختند که در میان آن‌ها آستور پیازولا نیز دیده می‌شد. آن‌ها توانستند با "حس تانگو" رنج و اندوه خود را بیان کنند و به گوش جهانیان برسانند. تانگوی آرژانتینی برخلاف دیگر رقص‌ها حرکات ثابت ندارد و نوعی رقص "بداهه" (Improvisation) است که از گام‌های گوناگون تشکیل شده‌است. با این حال تعداد زیادی اِلمان ثابت وجود دارد که رقصندگان می‌توانند از آن‌ها استفاده کنند. در مجموع یازده نوع تانگو وجود دارد. از دهه ۱۹۸۰ میلادی به این سو بار دیگر بر محبوبیت تانگو افزوده شده‌است و هر سال در فستیوال‌های گوناگون هزاران نفر در کنار هم به رقص تانگو می‌پردازند.

### روز ملی
در آرژانتین روز ۱۱ دسامبر به نام روز ملی تانگو نام‌گذاری شده‌است.

## وجه تسمیه واژه
به نظر می‌رسد واژه تانگو برای نخستین بار در دههٔ ۱۸۹۰ میلادی برای اشاره به نوعی رقص مورد استفاده قرار گرفت. این نوع رقص به آرامی به تئاترها راه یافت، و از محله‌های فقیرنشین و از میان مردم معمولی به کلاس‌های رقص سطح بالا راه پیدا کرد. برخی از پژوهشگران احتمال می‌دهند که واژه تانگو از "Tambo" که به معنی جشن پرسروصدای سیاهیان است گرفته شده‌است. برخی دیگر نیز احتمال می‌دهند که از فعل پرتغالی تانگر "Tanger" به معنی لمس کردن باشد که با این حساب تانگو "Tango" عبارت "من لمس می‌کنم" معنی می‌دهد.